# Kabinett Kukk
Regierung der Republik Estland unter dem Staatsältesten Juhan Kukk (Kabinett Kukk). Amtszeit: 21. November 1922 bis 2. August 1923.

## Regierung
Die Regierung Kukk war nach offizieller Zählung die 10. Regierung der Republik Estland seit Ausrufung der staatlichen Unabhängigkeit 1918. Sie blieb 255 Tage im Amt.
Im estnischen Parlament (Riigikogu) mit seinen 100 Abgeordneten konnte sich die Regierung auf die Põllumeeste Kogud (Bund der Landwirte, PK), die Eesti Tööerakond (Estnische Arbeitspartei, ETE) und die Eesti Sotsiaaldemokraatlik Tööliste Partei  (Estnische Sozialdemokratische Arbeiterpartei, ESDTP) stützen.

## Kabinett
| Ressort                        | Name                        | Amtszeit                | Partei    |
| ------------------------------ | --------------------------- | ----------------------- | --------- |
| Staatsältester                 | Juhan Kukk                  | 21.11.1922 – 02.08.1923 | ETE       |
| Finanzminister                 | Georg Vestel                | 21.11.1922 – 02.08.1923 | PK        |
| Handels- und Industrieminister | Georg Vestel                | 21.11.1922 – 02.08.1923 | PK        |
| Innenminister                  | Karl Einbund                | 21.11.1922 – 02.08.1923 | ER        |
| Kriegsminister                 | Jaan Soots                  | 21.11.1922 – 02.08.1923 | PK        |
| Landwirtschaftsminister        | Bernhard Alexander Rostfeld | 21.11.1922 – 02.08.1923 | parteilos |
| Verkehrsminister               | Karl Ipsberg                | 21.11.1922 – 02.08.1923 | PK        |
| Gerichtsminister               | Jaak Reichmann              | 21.11.1922 – 17.01.1923 | PK        |
| Arbeits- und Sozialminister    | Christian Kaarna            | 21.11.1922 – 02.08.1923 | ETE       |
| Bildungsminister               | Aleksander Veidermann       | 21.11.1922 – 02.08.1923 | ETE       |
| Außenminister                  | Aleksander Hellat           | 28.11.1922 – 02.08.1923 | ESDTP     |